# Катькало Сергій Іванович
Катькало Сергій Іванович (17 жовтня 1924 Зіньків Полтавської губернії, УСРР — 1998, Санкт-Петербург, Російська Федерація) — російський правник, проректор Ленінградського державного університету. Ветеран німецько-радянської війни.

## Походження. Роки війни
Народився в сім'ї службовця. Закінчив 9 класів Зіньківської школи № 1. У 16 років у липні 1941 року по спецпризиву ЦК комсомолу пішов на фронт в складі полтавського комсомольського батальйону добровольців-політбійців. Обороняв Київ та Кременчук, Полтаву і Харків. Учасник боїв під Сталінградом. У вісімнадцять років отримав медаль «За оборону Сталінграда» і два ордени Червоної Зірки. У складі 115-го гвардійського винищувально-протитанкового артполку Катькало пройшов Румунію, Угорщину, Чехословаччину, Австрію.
Був розвідником — старшим спостерігачем.
Про Сергія Катькала, як про коригувальника вогню, що знаходився на відстані 50 метрів від ворожих позицій під сильним кулеметним і мінометним вогнем, писала газета 64-ї армії «За Родину».
Брав участь у боях на Південно-Західному, Південному, Сталінградському, Воронезькому, Степовому, 2-ому Українському фронтах. Звільняв Харків, Кіровоград. Брав Ясси і Будапешт.
У кінці війни служив у штабі полку. Був двічі пораненим.
Демобілізувався в травні 1947 року.

## Навчання і робота в ЛДУ
1948 року без екзаменів був зарахований до юридичного факультету Ленінградського університету.
Був парторгом курсу, секретарем комітету ВЛКСМ факультету, секретарем комітету ВЛКСМ ЛДУ, заступником секретаря парткому, секретарем парткому ЛДУ. Юридичний факультет університету закінчив з відзнакою. В 1958 році ректор Олександр Александров призначив його проректором по кадрах. Працював на цій посаді більше тридцяти років.
Доцент кафедри кримінального процесу й криміналістики.

## Нагороди[4]
- два ордени Червоної Зірки
- медаль «За оборону Сталінграда»
- орден Трудового Червоного Прапора
- орден «Знак пошани»
- Почесна грамота Президії Верховної Ради Української РСР
- дві премії ЛДУ

## Праці (у співавторстві)
1. Катькало, С. И., Лукашевич, В. З. Судопроизводство по делам частного обвинения: Монография. — Ленинград: Изд-во ЛГУ, 1972. — 208 с.
2. Бороданков, А. П., Катькало, С. И. Советский закон на страже чести и достоинства женщин. — Ленинград: О-во «Знание» РСФСР, 1977. — 40 с.

## Особисте життя
Син — Катькало Валерій Сергійович. Професор, доктор економічних наук, член Вченої ради НДУ «Вища школа економіки».

## Цікаві факти
- Сергія Катькала нерідко називали «могутнім і беззмінним проректором», що вирішував кадрові питання на свій розсуд. Так, його однокурсниці Людмилі Гребенщиковій (мати відомого рокера Бориса Гребенщикова) пощастило бути влаштованою на гарне місце[6].
- Математик Володимир Мазья[ru][7] та засновник першої в СРСР приватної поштової компанії Віталій Сирота[8] зазначали, що Катькало мав упереджене ставлення до молодих вчених за ознакою національності.